# Club Atlético River Plate 1995-1996
Questa voce raccoglie le informazioni riguardanti il Club Atlético River Plate nelle competizioni ufficiali della stagione 1995-1996.

## Stagione
Terminati l'incarico di Daniel Passarella e il breve interregno di Carlos Babington, la panchina del club viene affidata a Ramón Díaz, per molti anni calciatore nel River e alla sua prima esperienza da allenatore. La prima parte della stagione vede il club chiudere il torneo di Apertura al settimo posto. Da marzo si apre la seconda metà dell'annata, sia in àmbito nazionale (Clausura 1996) che internazionale (Coppa Libertadores 1996). A maggio si chiude il campionato nazionale (14º posto); in Libertadores il River Plate supera la prima fase, primeggiando nel proprio girone. Successivamente sconfigge Sporting Cristal negli ottavi, San Lorenzo nei quarti e Universidad de Chile nelle semifinali. La finale vede contrapposte América de Cali e River Plate; quest'ultima vince la Coppa, rimontando la sconfitta dell'andata.

## Maglie e sponsor
Lo sponsor tecnico per la stagione 1995-1996 è Adidas, mentre lo sponsor ufficiale è Sanyo.
| Casa | Trasferta |

## Rosa
| N. |                      | Ruolo | Calciatore         |
| -- | -------------------- | ----- | ------------------ |
|    | Argentina (bandiera) | P     | Germán Burgos      |
|    | Argentina (bandiera) | P     | Joaquín Irigoytia  |
|    | Argentina (bandiera) | D     | Ricardo Altamirano |
|    | Paraguay (bandiera)  | D     | Celso Ayala        |
|    | Argentina (bandiera) | D     | Matías Biscay      |
|    | Argentina (bandiera) | D     | Pablo Lavallén     |
|    | Argentina (bandiera) | D     | Gustavo Lombardi   |
|    | Argentina (bandiera) | D     | Gino Padula        |
|    | Argentina (bandiera) | D     | Guillermo Rivarola |
|    | Argentina (bandiera) | C     | Pablo Aimar        |
|    | Argentina (bandiera) | C     | Matías Almeyda     |
|    | Argentina (bandiera) | C     | Leonardo Astrada   |
|    | Argentina (bandiera) | C     | Sergio Berti       |
|    | Uruguay (bandiera)   | C     | Gabriel Cedrés     |
|    | Argentina (bandiera) | C     | Enrique Corti      |

| N. |                      | Ruolo | Calciatore          |
| -- | -------------------- | ----- | ------------------- |
|    | Argentina (bandiera) | C     | Hernán Díaz         |
|    | Argentina (bandiera) | C     | Marcelo Escudero    |
|    | Uruguay (bandiera)   | C     | Enzo Francescoli    |
|    | Argentina (bandiera) | C     | Marcelo Gallardo    |
|    | Messico (bandiera)   | C     | Alberto García Aspe |
|    | Argentina (bandiera) | C     | Mariano Juan        |
|    | Argentina (bandiera) | C     | Ariel Ortega        |
|    | Argentina (bandiera) | C     | Hernán Raciti       |
|    | Argentina (bandiera) | C     | Santiago Solari     |
|    | Argentina (bandiera) | A     | Gabriel Omar Amato  |
|    | Argentina (bandiera) | A     | Hernán Crespo       |
|    | Giappone (bandiera)  | A     | Masashiro Fukazawa  |
|    | Argentina (bandiera) | A     | Ramón Medina Bello  |
|    | Argentina (bandiera) | A     | Walter Silvani      |
|    | Argentina (bandiera) | A     | Facundo Villalba    |

## Statistiche

### Statistiche di squadra
| Competizione          | Punti | Totale | Totale | Totale | Totale | Totale | Totale | DR  |
| Competizione          | Punti | G      | V      | N      | P      | Gf     | Gs     | DR  |
| --------------------- | ----- | ------ | ------ | ------ | ------ | ------ | ------ | --- |
| Campionato - Apertura | 29    | 19     | 7      | 8      | 4      | 21     | 20     | +1  |
| Campionato - Clausura | 21    | 19     | 6      | 3      | 10     | 32     | 33     | -1  |
| Libertadores          | -     | 14     | 8      | 4      | 2      | 28     | 12     | +16 |
| Totale                | -     |        |        |        |        |        |        | -   |